# Van der Waals lag

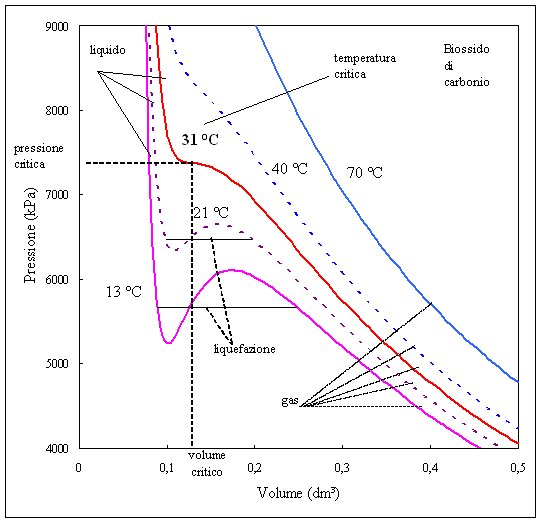
Kurvorna i olika färger visar hur trycket beror av volymen för olika isotermer av koldioxid enligt van der Waals ekvation. Vid temperaturer under den kritiska svänger kurvorna upp och ned i ett visst intervall. Fysikaliskt skall det tolkas som att ett horisontellt streck som delar kurvan så att areorna över och under det blir lika visar konstant tryck över en vätska.

van der Waals lag är en generalisering och förbättring av den ideala gaslagen. Lagen formulerades av Johannes van der Waals och tar hänsyn till två faktorer som inte beaktas i den ideala gaslagen:
- Attraktionskraften mellan molekylerna
- Volymen för molekylerna

van der Waals lag ger en bättre beskrivning av en gas vid höga tryck då gasen blir så tät att man måste räkna med gasmolekylernas egenvolym och ta hänsyn till de små attraktiva krafter som råder mellan molekylerna.
van der Waals lag:
{\displaystyle \left(p+a\left({\frac {n}{V}}\right)^{2}\right)(V-nb)=nRT}
där
- p = tryck
- V = volym
- n = substansmängd i mol
- R = allmänna gaskonstanten  (8,3145 J mol−1 K−1)
- T = absolut temperatur i kelvin
- b = volymen för molekylerna per mol. För en monoatomisk gas är det {\displaystyle N_{\mathrm {A} }{\frac {4\pi r^{3}}{3}}} där {\displaystyle N_{\mathrm {A} }} är Avogadros konstant och {\displaystyle r} van der Waalsradien
- a = växelverkan mellan molekylerna